# 天主教德里總教區
天主教德里總教區（拉丁語：Archidioecesis Delhiensis）是印度一個羅馬天主教總教區，包括國家首都轄區和哈里亞納邦的一部份。下轄三個教區。
2006年有教友106,800人、70個堂區、240名司鐸。現任總主教為阿尼尔‧多默‧考托。1910年建立西姆拉總教區。1937年改為名德里暨西姆拉總教區。1959年6月4日易名為德里總教區。

## 歷任總主教
- 文森特·彌額爾·干沙素（2000年9月7日—2012年11月30日）